# Tjärnbergstjärnen (Jörns socken, Västerbotten)
Tjärnbergstjärnen är en sjö i Skellefteå kommun i Västerbotten och ingår i Skellefteälvens huvudavrinningsområde.